# Памятник Платову (Каменск-Шахтинский)
 Памятник Платову — памятник-бюст атаману М. И. Платову в городе Каменск-Шахтинский Ростовской области. Открыт 14 октября 2003 года.

## История
Памятник Матвею Ивановичу Платову (1751—1818), атаману Донского казачьего войска, генералу от кавалерии (1809), который принимал участие во всех войнах Российской империи конца XVIII — начала XIX века, сподвижнику А. В. Суворова установлен в городе Каменск-Шахтинский. По инициативе атамана была заложена станица Каменская.
Памятник представляет собой бюст атамана, установленный на постаменте. Памятник М. И. Платову был открыт 14 октября 2003 года, в день Покрова Пресвятой Богородицы — престольный праздник, чтимый донскими казаками. Памятник установлен около церкви Покрова Пресвятой Богородицы на площади атамана Платова. Огорожен ажурной металлической решетной с низкими кирпичными столбиками.
В 1921 году в городе Каменск-Шахтинский была образована нынешняя площадь Платова. Площадь образовалась после сноса в городе храма апостолов Петра и Павла, который был возведён под купола, но в связи с началом Первой мировой войны его строительство было остановлено. Площадь получила название Петропавловской. Позднее на площади была установлена памятная стела с тачанкой. В годы советской власти площадь носила имя революционера, советского военного деятеля, генерал-полковника Ефима Афанасьевича Щаденко, уроженца станицы Каменская, нынешнего города Каменск-Шахтинский. Первоначально площадь доходила до улицы Украинской.
Площадь была переименована в сентябре 2010 года в честь Матвея Ивановича Платова. На площади была установлена памятная стела и бюст Платова. На площади также установлена мемориальная плита с надписью: «Площадь Платова» и табличкой, поясняющей её название.